# Elma Junttila Nelhage
Elma Junttila Nelhage (Hisingen, 21 mei 2003) is een Zweeds voetbalspeelster. Ze speelt als verdediger voor Olympique Lyon in de Division 1.

## Clubcarrière
Junttila Nelhage begon haar profcarrière bij BK Häcken. In het seizoen 2021 kwam ze uit voor Kolbotn IL waar ze meer speelminuten kon maken. In het seizoen 2021 tekende Junttila Nelhage haar eerste profcontract. Een jaar later maakte ze haar debuut in de Damallsvenskan, het hoogste vrouwenvoetbalniveau van Zweden. Junttila Nelhage maakte op 10 oktober 2024 haar eerste doelpunt in de Damallsvenskan in een wedstrijd tegen Vittsjö GIK. In alle competities speelde ze 91 wedstrijden voor BK Häcken, waarin ze tot drie doelpunten kwam. In haar laatste seizoen bij de club kwam Junttila Nelhage tot 20 competitiewedstrijden.
Op 3 januari 2025 voegde Junttila Nelhage zich bij Olympique Lyon nadat haar contract was afgelopen bij BK Häcken. Ze tekende een contract tot 30 juni 2027 in Lyon. Ze is de enige linksbenige centrale verdedigster in de selectie. Junttila Nelhage maakte haar debuut voor Olympique Lyon op 14 maart 2025 door als invalster in te vallen Stade de Reims.

## Statistieken
| Seizoen | Club           | Land      | Competitie     | Wedstrijden | Doelpunten |
| ------- | -------------- | --------- | -------------- | ----------- | ---------- |
| 2021    | Kolbotn IL     | Noorwegen | Toppserien     | 14          | 0          |
| 2022    | Hammarby IF    | Zweden    | Damallsvenskan | 15          | 0          |
| 2023    | Hammarby IF    | Zweden    | Damallsvenskan | 16          | 0          |
| 2024    | Hammarby IF    | Zweden    | Damallsvenskan | 20          | 2          |
| 2024/25 | Olympique Lyon | Frankrijk | Division 1     | 3           | 0          |
| Totaal  | Totaal         | Totaal    | Totaal         | 68          | 2          |

Laatste update: 25 april 2025

## Interlandcarrière
Junttila Nelhage kwam als jeugdinternational uit voor Zweden -17, Zweden -19 en Zweden -23.